# Libor Pivko
Libor Pivko (ur. 29 marca 1980 w Nowym Jiczynie) – czeski hokeista, reprezentant Czech.

## Kariera
- HC Slezan Opava, w tym U18 i U20 (1996-2000)
- HC Hawierzów (1999-2001)
  -  HC Ytong Brno (2000)
- HC Zlín (2001-2003)
- Milwaukee Admirals (2003-2006)
  -  Nashville Predators (2003)
- HC Pardubice (2006-2010)
- Nieftiechimik Niżniekamsk (2010-2011)
- Dynama Mińsk (2011-2013)
- HC Kometa Brno (od 2013)
- SK Horácká Slavia Třebíč (2013-2014)
- HC Pardubice (2014)

Wychowanek HC Nowy Jiczyn. W lidze NHL rozegrał jeden mecz. Od maja 2011 zawodnik Dynama Mińsk. W marcu 2012 przedłużył kontrakt z klubem. W grudniu 2012 roku miał opuścić klub. Ostatecznie odszedł z Dynama z końcem kwietnia 2013 roku. Od maja 2013 zawodnik HC Kometa Brno. W nowym zespole w sezonie 2013/2014 rozegrał dwa spotkania, odniósł kontuzję, a w grudniu 2013 został tymczasowo przekazany do zespołu farmerskiego SK Horácká Slavia Třebíč. Od maja 2014 ponownie zawodnik HC Pardubice. Po sezonie 2014/2015 z uwagi na kontuzję zakończył karierę.

## Sukcesy
Reprezentacyjne
- Złoty medal mistrzostw świata juniorów do lat 20: 2000

Klubowe
- Brązowy medal mistrzostw Czech: 2002 z HC Zlín
- Norman R. „Bud” Poile Trophy: 2004 z Milwaukee Admirals
- Puchar Caldera: 2004 z Milwaukee Admirals
- Mistrzostwo dywizji AHL: 2004, 2006
- Mistrzostwo konferencji AHL: 2004
- Złoty medal mistrzostwo Czech: 2010 z HC Pardubice
- Srebrny medal mistrzostw Czech: 2007 z HC Pardubice

Indywidualne
- Ekstraliga czeska (2009/2010): pierwsze miejsce w klasyfikacji +/-: +21